# شهرزاد (آلبوم)
 شهرزاد نام یک آلبوم موسیقی اثر  علیرضا مشایخی، هنرمند ایرانی است که در سبک  کلاسیک تهیه شده و دارای ۱۰ آهنگ است. 

## فهرست آهنگ‌ها
| ردیف | آهنگ             |
| ۱    | در حاشیهٔ کویر    |
| ۲    | نبرد             |
| ۳    | شکست             |
| ۴    | زندانی           |
| ۵    | خشم              |
| ۶    | آنسوی ابرها      |
| ۷    | فرار             |
| ۸    | سراب             |
| ۹    | انتظار           |
| ۱۰   | گفتاری بر شهرزاد |